# (21173) 1994 CU10
A (21173) 1994 CU10 a Naprendszer kisbolygóövében található aszteroida. Eric Walter Elst fedezte fel 1994. február 7-én.